# 알엔투테크놀로지
알엔투테크놀로지(RN2 Technologies Co., Ltd.)는 LTCC 기반의 원천소재 기술을 바탕으로 MLC 부품, 전기자동차 인버터용 방열기판, 방위산업용 MCP 기판 등을 제조하는 세라믹 전문기업으로, 본사는 대한민국 동탄에 위치해 있다.  

## 개요
알엔투테크놀로지는 원천소재 기술을 바탕으로 LTCC소재와 이를 활용한 적층세라믹 공정을 통해 이동통신 기지국용 부품 및 반도체, 의료기기용 다층세라믹 기판 등 제품의 원료로부터 완성품까지 소화하는 토탈솔루션 기술혁신형 기업이다.
2002년에 설립되어 코스닥 시장에 상장하며 독자적인 소재를 생산할 수 있는 국내 유일의 기업으로 인정받고 있다. 주요사업은 MLC(Multi-Layer Components)사업, MCP(Multi-layer Ceramic PCB)사업, Material(LTCC Powder) 사업 등으로 제품개발에 대한 연구 및 투자를 통해 국내 세라믹 업계 발전에 기여하고 있다.
알엔투테크놀로지는 전문성과 신뢰를 바탕으로 고객, 구성원, 파트너와 협력하여 세계 최고의 기업이 될 것을 약속한다.

## 연혁

#### 2002
- 03 회사설립
- 07 기업부설 연구소 설립 인증
- 11 벤처기업등록(신기술기업)
- 12 ISO 9001 / KS9001 인증, 중기청, 신기술 아이디어 사업-우수기업선정

#### 2003
- 03 유전체 세라믹 조성물 특허 등록(제0373694호)
- 04 부품, 소재 전문기업 인증(산자부)
- 05 중기 기술혁신 과제 선정(중기청)
- 06 중기 기술이전 과제 선정(중기청)
- 07 부품 소재 종합 지원 사업 선정(산자부)

#### 2004
- 04 본사 이전(파주/이천)
- 09 중기 기술혁신 전력과제 선정(중기청)
- 10 과학기술부 신기술(KT)마크 선정-LTCC Powder
- 12 투자유치 (동양창업투자㈜)

#### 2005
- 03 유전체 세라믹 조성물 특허등록(제 0478127호)
- 06 저온 동시소성 유전체 세라믹 조성물 및 이의 용도 특허등록(특허제 0496135호), 과학기술부 IR52 장영실상 수상-LTCC Powder

#### 2006
- 01 ISO14001 인증 획득
- 03 투자유치(산은 캐피탈)
- 04 본사이전(이천.평택)/크린룸 증설
- 06 기술혁신형 중소기업(이노비즈기업)선정
- 11 멀티밴드필터 특허등록(특허제0650186호)
- 12 스텁을 가진 헬리컬칩안테나 특허등록(특허제0650375호)

#### 2007
- 01 저온 동시 소성 유전체 세라믹 조성물 특허출원
- 04 강릉과학 산업단지 內 ㈜알엔투테크놀로지 제 2공장 준공
- 11 1백만불 수출의 탑 수상
- 12 수출유망중소기업지정(제08 경기-257호)

#### 2009
- 06 스텁을 가진 결합기 특허등록 (특허제 0902418호)

#### 2010
- 04 내부접지층을 갖는 결합기 특허등록(제10-0956665호)
- 09 기술보증기금 A+ Member 등록
- 11 녹색기술산학협력 중심 사업단 우수가족기업 등록
- 12 지식경제부 장관표창 수상

#### 2011
- 06 잡 월드 베스트 600 – "일하기 좋은 중소기업"에 선정, 고용우수기업 인증(강원도청), 부품, 소재 전문기업 확인 인증

- 11 벤처기업확인 인증

#### 2012
- 02 NEW Export 300 인증(한국무역협회 회장)
- 07 제34회 산학협동상 특별상 수상(재단법인 산학협동재단)
- 12 여성친화일촌기업 협약

#### 2013
- 08 벤처기업협회 정회원 인증 (사단법인 벤처기업협회장)
- 11 UL 인증
- 12 3백만불 수출탑 수상, KONEX 신규 상장

#### 2014
- 09 산업통상자원부 장관상 수상
- 11 동탄 신사옥 이전

#### 2015
- 04 제2회 대한민국 코넥스 대상 최우수 경영상 수상

#### 2016
- 06 코스닥 이전 상장
- 07 기술사업화 부문 표창(한국산업기술진흥원장)
- 09 제1회 강원과학기술대상_신소재· ICT 부문(강원도지사)
- 12 일자리우수기업 인증(경기도지사)

#### 2017
- 04 국무총리 표창
- 10 경기도 유망중소기업 인증(경기도지사)
- 12 5백만불 수출탑 수상

#### 2018
- 03 TUV인증, 강릉 제2공장 증설
- 12 천만불 수출탑 수상

#### 2019
- 12 KIST 패밀리기업(K-Club)인증, 연구소 통합: 알엔원연구소

#### 2020
- 10 강원도 유망중소기업 인증(강원도지사)

#### 2021
- 06 인재육성형 중소기업 지정, 우수기업연구소(ATC+) 지정

- 12 이천만불 수출탑 수상

#### 2022
- 07 강원도 스타기업 인증(강원도지사)
- 11 지역혁신 선도기업 선정(강원도지사)
- 12 가족친화 인증(여성가족부)

#### 2025
- 03 대표이사 변경

## 기술력
Component
LTCC(저온동시소성세라믹) 기술 기반 최적 솔루션 설계 기술로 고객이 필요한 제품을 적기에 개발하고 있다.
5G 최적 solution 으로 기지국, 중계기용 통신부품시장을 선도하고 6G 통신 시대를 선도하기 위해 준비하고 있다.
LTCC, Ceramic Substrate, Resistor, Ferrite 기술 최적화와 고신뢰성을 바탕으로
통신, 자동차, 항공우주 등 다양한 분야에서 필요한 솔루션을 제공하고 있다.
LTCC用 Powder(RNE-40)는 Glass Free로써, 낮은 유전손실 값을 가지기 때문에,
High-Q Capacitor, Bluetooth & W-LAN Filter, Duplexer 등의 다양한 부품군에 적용 할 수 있다.
LTCC用 Tape는 다양한 원재료와 첨가제의 조성별 활용 및 경험을 바탕으로 30 ~ 250 ㎛의 넓은 범위의
두께 제작이 가능하여, 여러 부품군에 언제든지 적용할 수 있는 준비가 되어있다.

## Products
LTCC Powder
- 제품소개: 유전율 40 LTCC 파우더
- 기      능: 필터 사이즈 소형화와 함께 우수한 RF특성구현 가능

- 적용분야: 다이플렉서, 밴드패스 필터
[COUPLERS -90 DEG HYBRID]
- 제품소개: 두 출력 포트 간에 90도 위상차가 나며, 입력 신호를 균등하게 분할하는 4포트 제품
- 기      능: 주요 상용통신 주파수에 사용할 수 있는 다양한 제품군
- 적용분야: 5G 기지국 파워앰프, 무선통신 기지국 장비, 위성항법 시스템 수신장비
[COUPLERS -ASYMMETRIC]
- 제품소개: RF 입력파워를 1:2, 4:5, 3:2, 2:1등 비대칭으로 나눠주는 제품
- 기      능: 주요 상용통신 주파수에 사용할 수 있는 다양한 제품군 2dB, 5dB등 다양한 커플링값의 제품군
- 적용분야: 5G 기지국 파워앰프, 무선통신 기지국 장비
[COUPLERS -DIRECTIONAL]
- 제품소개: RF 신호를 입력 파워 대비 1/10, 1/100, 1/1000 수준으로 샘플링하는 용도로 사용되는 제품
- 기      능: 주요 상용통신 주파수에 사용할 수 있는 다양한 제품군 10dB, 15dB, 20dB, 25dB, 30dB등 다양한 커플링값의 제품군
- 적용분야: 5G 기지국 파워앰프, 무선통신 기지국 장비
[COUPLERS -BROADBAND]
- 제품소개: 대역폭 2GHz 이상의 광대역 커플러
- 기      능: 광대역 커플러
- 적용분야: 방위산업분야 파워앰프
[Quadrifilar]
- 제품소개: 1개의 입력포트와 0°, 90°, 180°, 270° 위상차이의 4개 출력포트를 갖는 제품
- 기      능: 커플러 3개를 사용한 것과 같은 기능으로 공간이 작은 회로에 주로 사용
- 적용분야: 휴대용 위성통신 장비, 헬리컬 안테나 수신부
[Divider]
- 제품소개: RF 신호를 위상 차이없이 나눠주는 역할을 하는 제품
- 기      능: 작은 크기: 2.00x1.25mm 2WAY, 3WAY 디바이더 제품
- 적용분야: 무선통신 기지국 장비
[Doherty Combiner]
- 제품소개: λ/4 RF 회로를 기판 표면에 장착 가능한 형태로 구현한 제품
- 기      능: 3개 포트의 도허티 컴바이너
- 적용분야: 무선통신 기지국 장비
[Delay Line]
- 제품소개: RF 신호를 지연 시키는 역할을 하는 제품
- 기      능: 다양한 지연값
- 적용분야: 무선통신 기지국 장비
[Termination]
- 제품소개: 불필요한 RF 신호를 받아 열로 없애주는 역할을 하는 제품
- 기      능: 5G/LTE 주파수에 사용할 수 있는 다양한 크기와 파워의 제품군
- 적용분야: 5G 기지국 파워앰프, 무선통신 기지국 장비, 무선통신 아이솔레이터, 서큘레이터
[Attenuator]
- 제품소개: RF신호강도를 줄이는 제품
- 기      능: 5G/LTE 주파수에 사용할 수 있는 다양한 제품군
- 적용분야: 5G 기지국 파워앰프, 무선통신 기지국 장비, 무선통신 아이솔레이터, 서큘레이터
- 제품소개: MCP (Multi-layer Ceramic PCB)는 다층 세라믹 PCB를 의미한다. LTCC 기판과 Alumina, AlN, ZTA 기판의
Foundry Service를 제공한다.
- 기      능: LTCC 기판은 반도체센서와 열팽창계수가 유사하여 의료/방산/우주항공 분야의 고정밀 센서 패키징에 주로 사용한다.                   
알루미나 계열의 세라믹 PCB는 높은 방열특성 및 내구성으로 인해 광범위한 산업군의 고성능 PCB에 사용 된다.                                    
- 적용분야
· 방위   산업: 미사일 1.5GHz GPS 모듈, 10GHz 레이더모듈, 광센서 패키징 
· 의         료: 엑스레이 CMOS 이미지 센서 
· 무선   통신: 18GHz 무선통신 모듈, 60GHz 무선통신 모듈, 77GHz 무선통신 모듈 
· 자동차산업: 차량 Electronics 용 Ceramic 패키지, 인버터용 양면방열모듈, 자동차 헤드램프용 LED 기판